# Linas Balčiūnas
Linas Balčiūnas est un coureur cycliste lituanien (né le 14 février 1978 à Jonava), professionnel de 1999 à 2008. Durant sa carrière, il participe sur piste aux Jeux olympiques de 1996 et 2004. 

## Palmarès sur route

### Par années
- 1997
  - 3e du championnat de Lituanie sur route
- 1998
  - 3e étape du Tour de Rhodes
  - 3e du Tour Beneden-Maas
- 1999
  - Chrono champenois
  - 3e du Grand Prix de la Somme
- 2000
  - Prix de la ville de Soissons
  - Prologue de la Ster der Beloften
  - 1reb étape du Tour de l'Ain
  - 2e du Circuit du Houtland
  - 3e du championnat de Lituanie du contre-la-montre
- 2001
  - 3e étape du Tour de Picardie
  - 2e du championnat de Lituanie du contre-la-montre
  - 3e du Tour de Picardie
- 2004
  - 3e étape du Bałtyk-Karkonosze Tour
- 2005
  - 4e étape du Tour du Poitou-Charentes
  - 3e du Tour de Belgique
  - 3e du Tour du Poitou-Charentes
- 2008
  - 4e étape du Mazovia Tour

### Classements mondiaux
| Année           | 2005 | 2006 | 2007 | 2008 |
| --------------- | ---- | ---- | ---- | ---- |
| UCI Europe Tour | 69e  |      |      | 955e |

## Palmarès sur piste

### Jeux olympiques
- Atlanta 1996
  - Abandon lors de la course en ligne[3].
- Athènes 2004
  - 8e de la poursuite par équipes[4] (éliminé au premier tour[5]).
  - 9e de la poursuite individuelle (éliminé au tour qualificatif)[6].

Il n'y a seulement que huit qualifiés lors de ces tours éliminatoires.

### Championnats du monde
- Berlin 1999
  - 22e de la poursuite individuelle[7].

### Coupe du monde
- 2004
  - 1er de la poursuite par équipes à Moscou (avec Raimondas Vilčinskas, Aivaras Baranauskas et Tomas Vaitkus)